# Verdade por vacuidade
A verdade por vacuidade é uma afirmação que diz que todos os elementos de um conjunto vazio têm uma certa propriedade. Por exemplo, na sentença “todos os telefones na sala estão desligados” pode ser verdade pois não existem telefones na sala e a sentença “todos os telefones na sala estão ligados” poderia também ser verdade, e por vacuidade, poderia ser verdade a conjunção das duas sentenças: “todos os telefones na sala estão ligados e desligados”.
Mais formalmente, um uso relativamente bem definido refere-se a uma sentença condicional com um antecedente falso numa implicação. Um exemplo desse tipo de sentença é “se Ayers Rock está na França, então a Torre Eiffel está na Bolívia”. Tais sentenças são consideradas verdadeiras por vacuidade pois o fato do antecedente ser falso evita o uso de uma sentença para inferir algo sobre o valor-verdade do consequente. Eles são verdade pois uma condicional material está definida para ser verdade quando o antecedente é falso (independentemente se a conclusão é verdadeira ou não).
Na matemática pura, sentenças verdadeiras por vacuidade não são de interesse quando sozinhas, mas elas frequentemente surgem como o caso base de provas de indução matemática. Essa noção tem tanta relevância quanto qualquer outra área que utiliza a lógica clássica.
Fora da matemática, sentenças que podem ser informalmente caracterizadas como verdadeiras por vacuidade, podem ser enganosas. Tais sentenças fazem afirmações sobre objetos qualificados que na verdade não existem. Por exemplo, uma criança pode dizer para seus pais “Eu comi todos os vegetais do meu prato”, mesmo que não existam vegetais no seu prato. (Mais precisamente, porém estranho: “Eu não deixei nenhum vegetal no meu prato (ou seja, “restos), contra a afirmação implícita (“Eu comi X”) de um evento que não existe.

## Escopo do conceito
Uma sentença {\displaystyle S} é “válida por vacuidade” se ela se assemelha à sentença {\displaystyle P\Rightarrow Q}, onde {\displaystyle P} é falso.
- {\displaystyle \forall x:P(x)\Rightarrow Q(x)}, onde é o caso que {\displaystyle \forall x:\neg P(x)}.
- {\displaystyle \forall x\in A:Q(x)}, onde o conjunto A é um conjunto vazio.
- {\displaystyle \forall \xi :Q(\xi )}, onde o símbolo {\displaystyle \xi } é restrito à um tipo sem representativos.

A verdade por vacuidade é geralmente aplicada na lógica clássica, que no caso é uma dicotomia entre falso e verdadeiro. No entanto, a verdade por vacuidade também aparece, por exemplo, na lógica intuicionista, nas mesmas situações apresentadas acima. De fato, as duas primeiras formas acima serão válidas por vacuidade em qualquer lógica que utiliza condicional material, porém existem exceções.